# The Joey Awards 2017
La 5ª edizione della cerimonia di premiazione dei The Joey Awards ha avuto luogo nel 2017.

## Categorie
★ Grassetto indica il vincitore in ciascuna categoria.

### Best Actor in a Commercial Age 14 and up
★ Cameron Le Roy - Break the Behaviour Students at Class

### Miglior attore in un cortometraggio commerciale (Età 8-10)
★ Luke Roessler - The Robot

### Miglior attore in un cortometraggio (Età 12 anni)
★ Jordan Poole - Ingrid and the Black Hole

### Miglior attore in un cortometraggio (Età 13-15 anni)
★ Sam Ashe Arnold - How Tommy Lemenchick Became a Grade 7 Legend
- Cameron Le Roy - My Brother's Rifle
- Jordan Kronis - Farm Dogs
- Julien Hicks - Motherboard

### Miglior attore in a Student or Youth Made Short Film
★ Nicolas Aqui - Vincent and the Sunset

### Best Actor in a Student or Youth Made Short Film Age 4-11 Years
★ Reed Kelderman
- Luke Alfred Bateman - Eye for an Eye: Sibling Justice

### Best Actress in a Commercial Age 10 Years
★ Satine Scarlett Montaz
- Jaeda LeBlanc

### Best Actress in a Commercial Age 8-9 Years
★ Yvanna-Rose Leblanc

### Miglior attrice protagonista
★ Peyton Kennedy - American Fable
- Hannah Cheramy - The Hollow Child

### Miglior attrice in un cortometraggio (13 & Over)
★  Chelsea Clark - Blue Heart Emoji 
- Lee Booker - What We Do

### Miglior attrice in un cortometraggio (Età 7-8 anni)
★  Lina Renna - The Winter Song 
- Ava Augustin - Apart from Everything
- Charlie Boyle - Dogged